# TT Isla de Man de 1961
El TT Isla de Man de 1961 fue la cuarta prueba de la temporada 1961 del Campeonato Mundial de Motociclismo. El Gran Premio se disputó del 12 al 16 de junio de 1961 en el circuito de Snaefell Mountain Course.

## Resultados TT Senior 500cc
También en TT Senior, Gary Hocking inmediatamente tomó la delantera. Al final de la tercera vuelta, sin embargo, tuvo que hacer una larga parada en boxes porque su empuñadura le estaba causando problemas. Regresó en quinto lugar en la carrera. Al final de la quinta vuelta, tuvo que detenerse porque el gas ahora estaba abierto. Mike Hailwood ganó casi dos minutos por delante de Bob McIntyre y condujo la primera vuelta por encima de 100 millas por hora con un solo cilindro (Norton 30M). El piloto Ralph Rensen al estrellarse en  Drinkwater's Bend.
| Pos.    | Piloto           | Equipo    | Tiempo    | Pts. |
| ------- | ---------------- | --------- | --------- | ---- |
| 1       | Mike Hailwood    | Norton    | 2:15"02'0 | 8    |
| 2       | Bob McIntyre     | Norton    | 2:16"56'4 | 6    |
| 3       | Tom Phillis      | Norton    | 2:17"31'2 | 4    |
| 4       | Alistair King    | Norton    | 2:19"17'6 | 3    |
| 5       | Ron Langston     | Matchless | 2:20"01'2 | 2    |
| 6       | Tony Godfrey     | Norton    | 2:20"18'0 | 1    |
| 7       | Roy Ingram       | Norton    | 2:20"20'2 |      |
| 8       | Peter Pawson     | Matchless | 2:20"41'2 |      |
| 9       | Ellis Boyce      | Norton    | 2:20"56'2 |      |
| 10      | Fred Stevens     | Norton    | 2:20"57'0 |      |
| 11      | Jack Bullock     | Norton    | 2:23"22'2 |      |
| 12      | Ron Miles        | Norton    | 2:23"25'0 |      |
| 13      | Tom Thorp        | Norton    | 2:23"33'4 |      |
| 14      | Mike Duff        | Matchless | 2:24"30'4 |      |
| 15      | Brian Setchell   | Norton    | 2:25"16'4 |      |
| 16      | Derek Powell     | Matchless | 2:26"32'2 |      |
| 17      | Bill Smith       | Matchless | 2:26"37'4 |      |
| 18      | Bert Schneider   | Norton    | 2:27"12'8 |      |
| 19      | George Catlin    | Matchless | 2:27"49'2 |      |
| 20      | Peter Chatterton | Norton    | 2:27"52'6 |      |
| 27      | Arthur Wheeler   | Matchless | 2:32"11'6 |      |
| 30      | Derek Minter     | Norton    | 2:38"32'4 |      |
| 38      | John Farnsworth  | Matchless | 2:35"08'0 |      |
| 44      | Fritz Messerli   | Matchless | 2:41"25'0 |      |
| 45      | Edy Lenz         | Norton    |           |      |
| Ret     | Gyula Marsovszky | Norton    | Ret       |      |
| Ret     | Roland Föll      | Matchless | Ret       |      |
| Ret     | Lewis Young      | Norton    | Ret       |      |
| Ret     | Dan Shorey       | Norton    | Ret       |      |
| Ret     | Phil Read        | Norton    | Ret       |      |
| Ret     | Ralph Rensen     | Norton    | Val (†)   |      |
| Ret     | Tommy Robb       | Matchless | Ret       |      |
| Ret     | Gilberto Milani  | Norton    | Ret       |      |
| Ret     | Hugh Anderson    | Norton    | Ret       |      |
| Ret     | Gary Hocking     | MV Privat | Ret       |      |
| Ret     | Paddy Driver     | Norton    | Ret       |      |
| Fuente: |                  |           |           |      |

## Resultados Junior 350cc
En el Junior TT, Gary Hocking inmediatamente se adelantó a Mike Hailwood, quien condujo un AJS 7R para la ocasión. Hailwood estaba luchando contra los debutantes Phil Read (Norton). Hocking obtuvo el récord de vuelta de 99.8 millas por hora y después de dos vueltas ya tenía un minuto por delante. Luego perdió velocidad y tuvo que hacer una larga parada en boxes, poniendo a Hailwood a la cabeza. Read insistió, sin embargo, y relegó a Hocking al tercer lugar. Hailwood parecía inalcanzable, pero a 20 kilómetros antes del final se detuvo debido por un pistón roto lo que le dio la victoria al debutante Read por delante de Hocking y Ralph Rensen.
| Pos. | Piloto            | Moto       | Tiempo    | Pts. |
| ---- | ----------------- | ---------- | --------- | ---- |
| 1    | Phil Read         | Norton     | 2:22"50'0 | 8    |
| 2    | Gary Hocking      | MV Privat  | 2:24"07'8 | 6    |
| 3    | Ralph Rensen      | Norton     | 2:25"03'0 | 4    |
| 4    | Derek Minter      | Norton     | 2:25"16'8 | 3    |
| 5    | František Šťastný | Jawa       | 2:25"50'2 | 2    |
| 6    | Roy Ingram        | Norton     | 2:26"07'0 | 1    |
| 7    | Hugh Anderson     | AJS        | 2:26"11'4 |      |
| 8    | Ellis Boyce       | AJS        | 2:27"07'6 |      |
| 9    | Fred Stevens      | Norton     | 2:29"09'6 |      |
| 10   | Paddy Driver      | Norton     | 2:29"15'6 |      |
| 11   | Michael O'Rourke  | Norton     | 2:29"37'8 |      |
| 12   | Jack Bullock      | Norton     | 2:30"02'6 |      |
| 13   | Ron Miles         | Norton     | 2:30"45'4 |      |
| 14   | Derek Powell      | AJS        | 2:30"51'6 |      |
| 15   | Mike Duff         | AJS        | 2:30"59'6 |      |
| 16   | George Catlin     | AJS        | 2:31"20'8 |      |
| 17   | Percy Tait        | Norton     | 2:31"27'4 |      |
| 18   | Vernon Cottle     | Norton     | 2:31"34'4 |      |
| 19   | Bert Schneider    | Norton     | 2:31"43'4 |      |
| 20   | Rob Rowe          | Norton     | 2:32"00'0 |      |
| 25   | Gilberto Milani   | Norton     | 2:33"48'0 |      |
| 26   | Lewis Young       | Norton     |           |      |
| 27   | Gustav Havel      | Jawa       | 2:34"29'0 |      |
| 38   | Tommy Robb        | AJS        | 2:39"28'4 |      |
| 39   | Arthur Wheeler    | Moto Guzzi | 2:40"28'6 |      |
| 49   | Edy Lenz          | Norton     |           |      |
| Ret  | Sid Mizen         | AJS        | Ret       |      |
| Ret  | Dan Shorey        | Norton     | Ret       |      |
| Ret  | Rudi Thalhammer   | Norton     | Ret       |      |
| Ret  | Alan Shepherd     | AJS        | Ret       |      |
| Ret  | Alistair King     | Bianchi    | Ret       |      |
| Ret  | Bill Smith        | AJS        | Ret       |      |
| Ret  | Bob McIntyre      | Bianchi    | Ret       |      |
| Ret  | Mike Hailwood     | AJS        | Ret       |      |
| Ret  | Ron Langston      | AJS        | Ret       |      |

## Resultados Lightweight 250cc
Pocas horas después de su victoria en Lightweight 125 cc TT, Mike Hailwood también ganó la carrera de 250. Inicialmente, Gary Hocking con MV Privat 250 Bicilindrica resistió y Bob McIntyre estableció un nuevo récord de vuelta y lideraba la carrera con su Honda RC 162 al comienzo de la última ronda con una ventaja de 34 segundos sobre Hailwood. Sin embargo, se detuvo en Sulby, dando la victoria de Hailwood. Las Hondas eran supremos: ocupaban los primeros cinco lugares. Fumio Ito, que pilotaba una BMW R 50 de 1960, obtuvo el primer punto en el Campeonato Mundial para Yamaha. Suzuki experimentó un desengaño: Hugh Anderson terminó décimo detrás de algunas motocicletas muy viejas. Arthur Wheeler terminó séptimo con un Moto Guzzi.
| Pos. | Piloto              | Moto       | Tiempo    | Pts. |
| ---- | ------------------- | ---------- | --------- | ---- |
| 1    | Mike Hailwood       | Honda      | 1:55"03'6 | 8    |
| 2    | Tom Phillis         | Honda      | 1:57"14'2 | 6    |
| 3    | Jim Redman          | Honda      | 2:01"36'2 | 4    |
| 4    | Kunimitsu Takahashi | Honda      | 2"02"43'2 | 3    |
| 5    | Naomi Taniguchi     | Honda      | 2:07"20'0 | 2    |
| 6    | Fumio Ito           | Yamaha     | 2:08"49'0 | 1    |
| 7    | Arthur Wheeler      | Moto Guzzi | 2:12"53'4 |      |
| 8    | Dan Shorey          | NSU        | 2:14"19'4 |      |
| 9    | Peter Chatterton    | NSU        | 2:16"41'0 |      |
| 10   | Hugh Anderson       | Suzuki     | 2:17"10'2 |      |
| 11   | Alan Dugdale        | NSU        | 2:18"13'6 |      |
| 12   | Michio Ichino       | Suzuki     | 2:23"11'2 |      |
| 13   | Fred Stevens        | Honda      | 2:23"40'0 |      |
| 14   | William Lindsay     | Ducati     | 2:25"30'4 |      |
| 15   | John Kidson         | Norguz     | 2:26"22'0 |      |
| 16   | John Horne          | Ariel      | 2:27"32'0 |      |
| 17   | Tommy Robb          | GMS        | 2:41"40'0 |      |
| Ret  | Horst Burkhardt     | NSU        | Ret       |      |
| Ret  | Alistair King       | Suzuki     | Ret       |      |
| Ret  | Bob McIntyre        | Honda      | Ret       |      |
| Ret  | Michael O'Rourke    | Ariel      | Ret       |      |
| Ret  | Syd Mizen           | REG        | Ret       |      |
| Ret  | Alberto Pagani      | Aermacchi  | Ret       |      |
| Ret  | Gilberto Milani     | Aermacchi  | Ret       |      |
| Ret  | Mitsuo Itoh         | Suzuki     | Ret       |      |
| Ret  | Sadao Masuda        | Suzuki     | Ret       |      |
| Ret  | Yoshikazu Sunako    | Yamaha     | Ret       |      |
| Ret  | Gary Hocking        | MV Privat  | Ret       |      |
| Ret  | Paddy Driver        | Suzuki     | Ret       |      |

## Lightweight 125 cc TT
El Lightweight 125 cc TT abrió la semana de la carrera el lunes. En toda la carrera estuvo solo entre los pilotos Honda. Luigi Taveri hizo todo lo posible para sacudirse a Mike Hailwood de encima. Condujo en la pista detrás de él, pero había comenzado más tarde, por lo que en realidad estaba a la cabeza. Hailwood también pasó a Taveri en la pista y ganó la carrera. El éxito de Honda fue enorme con Tom Phillis tercero, Jim Redman cuarto y Sadao Shimazaki quinto.
| Pos. | Corredor            | Moto    | Tiempo    | Pts. |
| ---- | ------------------- | ------- | --------- | ---- |
| 1    | Mike Hailwood       | Honda   | 1:16"58'6 | 8    |
| 2    | Luigi Taveri        | Honda   | 1:17"06'0 | 6    |
| 3    | Tom Phillis         | Honda   | 1:17"49'0 | 4    |
| 4    | Jim Redman          | Honda   | 1:20"04'2 | 3    |
| 5    | Sadao Shimazaki     | Honda   | 1:20"06'0 | 2    |
| 6    | Ralph Rensen        | Bultaco | 1:21"35'2 | 1    |
| 7    | Tony Godfrey        | EMC     | 1:21"50'4 |      |
| 8    | Naomi Taniguchi     | Honda   | 1:22"02'8 |      |
| 9    | Dan Shorey          | Bultaco | 1:23"02'4 |      |
| 10   | John Grace          | Bultaco | 1:24"38'4 |      |
| 11   | Fumio Ito           | Yamaha  | 1:27"10'6 |      |
| 12   | Hideo Oishi         | Yamaha  | 1:27"49'2 |      |
| 13   | Arthur Wheeler      | Ducati  | 1:27"56'2 |      |
| 14   | Ricardo Quintanilla | Bultaco | 1:28"12'4 |      |
| 15   | Francisco González  | Bultaco | 1:28"41'6 |      |
| 16   | Alan Dugdale        | Ducati  | 1:29"13'0 |      |
| 17   | Tansharu Noguchi    | Yamaha  | 1:31"18'8 |      |
| 18   | Gary Dickinson      | Ducati  | 1:31"53'0 |      |
| 19   | Tommy Robb          | Bultaco | 1:32"11'2 |      |
| 20   | Dan Wilkinson       | Ducati  | 1:33"40'2 |      |
| 21   | Roberto Patrigani   | Ducati  |           |      |
| 22   | Rob Rowe            | Honda   |           |      |
| Ret  | Ernst Degner        | MZ      | Ret       |      |
| Ret  | Alan Shepherd       | MZ      | Ret       |      |
| Ret  | Percy Tait          | Ducati  | Ret       |      |
| Ret  | Phil Read           | Bultaco | Ret       |      |
| Ret  | Rex Avery           | EMC     | Ret       |      |
| Ret  | Percy Tait          | Ducati  | Ret       |      |
| Ret  | Michio Ichino       | Suzuki  | Ret       |      |
| Ret  | Mitsuo Itoh         | Suzuki  | Ret       |      |
| Ret  | Sadao Masuda        | Suzuki  | Ret       |      |
| Ret  | Yoshikazu Sunako    | Yamaha  | Ret       |      |